# 안젤라베이비
안젤라베이비(Angelababy, 1989년 2월 28일 ~ ), 또는 양잉(중국어 간체자: 杨颖, 정체자: 楊穎, 병음: Yáng Yǐng, 한자음: 양영, 영어: Angela Yeung Wing)은 중국의 배우이자 모델, 가수이다. 중국에서 배우로 활동하고 있다.

## 생애
1989년 2월 28일 상하이에서 태어났다. 영어, 표준 중국어를 할 줄 안다.
안젤라베이비 자신의 영어 이름이 Angela 였으나 학교 생활 동안 "베이비"(baby)로 불렸고 모델일을 시작했을 때 이 두 이름을 합쳐 안젤라베이비(Angelababy)로 본격적인 연예인 활동을 시작하였다.
안젤라는 패션 사업을 하던 집안 덕분에 어렸을 때부터 패션에 많은 관심을 가져왔다. 그녀는 "아버지는 상하이에서 패션 사업을 운영하고 있습니다. ... 전 아버지 가게로 가서 새 옷을 입어보고 여러 옷을 걸쳐 입고 맞추어 보는 것이 좋았어요. 신나는 일이었지요. 제가 패션에 대한 열정을 키웠던 방식이 바로 이것이라 생각해요라고 말했다.

## 작품 목록

### 영화
| 연도 | 제목                              | 역할            | 비고   |
| ---- | --------------------------------- | --------------- | ------ |
| 2007 | 《경박한 일상》                   | Tak Nga         |        |
| 2009 | 《왜자다정》                      | 앤젤            |        |
| 2011 | 《심플 라이프》                   | 프리미어 게스트 | 카메오 |
| 2012 | 《타이치0 3D》                    | 진옥랑          |        |
| 2012 | 《블랙 앤 화이트》                | 닝펭            |        |
| 2012 | 《제일차》                        | 송시교          |        |
| 2013 | 《계약연애》                      | 리셩난          |        |
| 2013 | 《일장풍화설월적사》              |                 |        |
| 2013 | 《적인걸 2: 신도해왕의 비밀》     | 은예희          |        |
| 2014 | 《미애지점입가경》                | 첸 시           |        |
| 2014 | 《라이즈 오브 더 레전드: 황비홍》 | 소화            |        |
| 2014 | 《미애지점입가경》                |                 |        |
| 2015 | 《히트맨: 에이전트 47》           | 다이아나        |        |
| 2015 | 《신낭대작전》                    |                 |        |
| 2015 | 《심용결: 잃어버린 전설》         | 딩              |        |
| 2015 | 《나는 과거를 살인한다》          |                 |        |
| 2015 | 《유 아 마이 선샤인》             | 허이메이        |        |
| 2016 | 《인디펜던스 데이 2》             | 레인            |        |
| 2016 | 《봉신연의: 영웅의 귀환》         |                 |        |
| 2016 | 《파도인》                        |                 |        |
| 2016 | 《미미일소흔경성》                |                 |        |

### 텔레비전
| 연도    | 제목                        | 역할 | 비고 |
| ------- | --------------------------- | ---- | ---- |
| 2014~15 | 《번포바시웅디》            |      |      |
| 2015    | 《운중가》                  | 운가 |      |
| 2017    | 《고방부자상: 적국의 연인》 |      |      |

### 노래
- 2010년：《Beauty Survivor》
- 2011년：《Love Never Stops》
- 2011년：《Everyday's a Beautiful Story》
- 2011년：《TRIPOD BABY》
- 2011년: 《Say Goodbye》
- 2012년：《都要微笑好嗎》
- 2015년: 《綠羅裙》

## 광고 내역
- 쌤소나이트 코리아
- LG생활건강 리엔